# Bitka pri Kartagini (698)
Bitka pri Kartagini leta 698 je bil spopad med bizantinsko ekspedicijsko vojsko in vojsko arabskega Omajadskega kalifata. Po arabski osvojitvi Kartagine je cesar Leoncij poslal v Afriko  floto in vojake pod poveljstvom generala Tiberija, kasnejšega bizantinskega cesarja Tiberija III. Flota je pristaja v kartaginskem pristanišču in ga zavzela. Zatem je v bliskovitem napadu zavzela tudi mesto. Arabski vojaki so pobegnili v Kairouan. Krščansko prebivalstvo Kartagine je Bizantince sprejelo kot osvoboditelje. 

## Priprave na bitko in bitka
Arabski poveljnik Hasan ibn al-Numan je v Kairouanu začel snovati načrt za ponovno priključitev Kartagine k arabskemu kalifatu in zbral novo vojsko 40.000 vojakov. Na drugi strani so Bizantinci začeli prositi za pomoč svoje tradicionalne zaveznike in celo sovražnike, Vizigote in Franke. Vizigotski kralj Vitica je poslal 500 mož, ker se je zavedal, da se bo z zavzetjem Kartagine Arabcem odprla pot v njegovo državo na Iberskem polotoku. 
Hasan, jezen zaradi izgube mesta, je Bizantincem predlagal predajo ali smrt. Tiberij, užaljen zaradi takšnega sovražnikovega predloga, je v zameno predlagal Arabcem, naj se oni predajo ali umrejo. Zavezniške čete se niso skrivale za obzidjem Kartagine, ampak so se ob njenem obzidju  borile  z Arabci. Premoč Arabcev se je kmalu končala z njihovo zmago. Tiberij je pobegnil z bojišča, ker se je bal, da ga bodo ujeli. Brez pravih branilcev je Kartagina padla. Ostanki bizantinske vojske so se umaknil na Korziko, Sicilijo in Kreto, da bi se še naprej upirali muslimanskim osvajanjem, Tiberij pa je čakal na ukrepe svojega cesarja. 

## Posledice
Arabska osvojitev severne Afrike se je z bitko skoraj končala. Leta 702 je med Berberi izbruhnil upor proti Arabcem, vendar ga je Hasan ibn al-Numan še isto leto uspešno zatrl. 
Tiberij se ni poskušal vrniti v Afriko, kmalu odplul v Konstantinopel. Po uspešnem uporu proti cesarju Leontiju je leta 698 sam zavladal kot Tiberij III. Sedem let kasneje ga je strmoglavil nekdanji cesar Justinijan II.